# Cleora munditibia
Cleora munditibia es una especie de polilla de la familia Geometridae. La especie fue descrita por primera vez por Louis Beethoven Prout en 1929 con distribución en Fiji. El holotipo de la especie fue descrita en la isla ovalau.